# ブエルタ・ア・エスパーニャ2010
ブエルタ・ア・エスパーニャ2010は、ブエルタ・ア・エスパーニャ (Vuelta a España) の65回目の大会。2010年8月28日から9月19日まで行われた。

## プレビュー
2010年6月14日、出場予定の22チームが決まった。UCIプロチームの中では、チーム・レディオシャックが招待されなかった。
事前承認16チーム
- Ag2r - ラ・モンディアル
- アスタナ
- Bbox ブイグテレコム
- ケス・デパーニュ
- コフィディス
- エウスカルテル・エウスカディ
- フットオン・セルベット
- フランセーズ・デ・ジュー
- ランプレ - ファルネーゼ・ヴィーニ
- リクイガス・ドイモ
- オメガファーマ・ロット
- クイックステップ
- ラボバンク
- チーム・HTC - コロンビア
- チーム・ミルラム
- チーム・サクソバンク

招待6チーム
- アンダルシア・カハスル
- サーヴェロ・テストチーム
- ガーミン・トランジションズ
- チーム・スカイ
- チーム・カチューシャ
- シャコベオ・ガリシア

### ステージレイアウト
- 初日はグランツール初となるナイトチームタイムトライアルとなった。これはスペインがこの時期灼熱となるのも考慮されてのことだが、今までと違うスケジューリングと走り慣れない状況が一波乱起こす可能性は否定できない。
- 第2ステージからいきなり（ツールなら）中級山岳ステージと呼べるようなアップダウンのある展開。第3、第4と2連続で山頂フィニッシュに近い上りゴールが設定されるなど、序盤から気の抜けないレイアウトが連続する。
- ブエルタ名物となった3連続山頂フィニッシュは休息日前の第14～16ステージに設定。ここで総合争いが一気に絞り込まれると思われる。
- TTは初日のチームTTを除くと第17ステージの1度のみとなった。しかしアップダウンがほとんどない平坦ステージで距離も46kmと短くないことから、TTが苦手なクライマーはここまでにリードを保持することが優勝への最低条件である。
- 決戦の舞台は第20ステージのボラ・デル・ムンドとなった。登山距離21.6km、平均勾配6.3%とツールでよく見るようなダラダラと上がり続ける山に見えるが、やはりそこはブエルタ、ラスト3kmは平均12%+MAX20%というプロファイルがフィナーレを演出する。また山岳ポイントも特例で山頂フィニッシュの「15、10、6、4、2」ではなく「20、15、10、6、4、2」とされるため、総合勢だけでなく山岳賞争いの選手も一位を狙いにくる乱戦が期待される。

### 総合争い
- リーダージャージ色は二度目のマイヨ・ロホへと変更されたが、今年も去年同様に昨年のトップ3（1位アレハンドロ・バルベルデ（ドーピングによる出場停止）、2位サムエル・サンチェス、3位カデル・エヴァンス）が出場せず、またこれという本命が不在のため混戦が予想される。
- その中でも一番の注目選手はジロ3位、ツールをスキップし準備してきたヴィンチェンツォ・ニバリ、そしてこれが現チームでのラストランとされるロマン・クロイツィガーのリクイガスコンビ。
- 対抗はやはりツールをスキップしたイゴル・アントン（エウスカルテル・エウスカディ）、そして移籍に伴いアシストからエースに抜擢されたホアキン・ロドリゲス（チーム・カチューシャ）、連続で上位には食い込むものの表彰台が未だにないエセキエル・モスケラ（シャコベオ・ガリシア）、ツールこそ序盤に落車による鎖骨骨折でリタイヤとなったが、その分休養してブエルタに望むフランク・シュレク（チームサクソバンク）もツール2位の弟アンディ・シュレクのアシストを受けロホを狙う。
- 三大ツール全出場を見せるデニス・メンショフ（ラボバンク）、カルロス・サストレ（サーヴェロ・テストチーム）だが、二人ともエースポジションとはいえジロ・ツールともに好成績を残した訳では無く、またグランツール3つめの疲労を考えると上位進出は難しいと思われる。

### ポイント賞争い
- 今年の世界戦（オーストラリア）が非常にスプリンターに有利だとされてきたため、一流のスプリンターが顔を揃えることとなった（実際には周回コース内に大きな起伏があるため、どちらかといえばパンチャー有利ではあるが、ミラノ〜サンレモ風とも言えなくはないのでスプリンターにもチャンス有り）。
- 去年のポイント賞アンドレ・グライペル（チーム・HTC - コロンビア）はオメガファーマ・ロットへの移籍発表も影響したのかメンバー落ち。代わりに絶対エースであるマーク・カヴェンディッシュがブエルタ初見参。今年も取れなかったツールをバネにし、今回こそポイント賞ジャージ獲得を狙う。不安要素はブエルタという山が多い舞台とリードアウト役がいつものマーク・レンショーではなくマシュー・ゴスであることか。
- そのカヴェンディッシュからマイヨ・ヴェールを奪い取ったアレッサンドロ・ペタッキ（ランプレ＝ファルネーゼ・ヴィーニ）がブエルタにも登場。この勢いでシーズン2つめのポイント賞ジャージを目指す。
- カヴェンディッシュ同様そろそろタイトルが欲しいタイラー・ファーラー（ガーミン・トランジションズ）。山という舞台で利点を生かせるトル・フースホフト（サーヴェロ・テストチーム）とダニエーレ・ベンナーティ（リクイガス・ドイモ)、元トラックスターで平地でのスプリントには自信を見せるテオ・ボス（サーヴェロ・テストチーム）、昨年0勝に終わったオスカル・フレイレ（ラボバンク）など、見方によっては総合より豪華な面々がグリーンジャージを狙う。

### 山岳賞争い
- 3年連続の山岳王を目指すダヴィ・モンクティエ（コフィディス）がやはり大本命。今年もジロ・ツールは眼中に無く、厳しく短い峠がメインとなるブエルタに併せてきた。
- 他は09ツールで好成績をあげたエゴイ・マルティネス（エウスカルテル・エウスカディ）、ジロの難関ステージを制したヨハン・チョップ（Bbox ブイグテレコム）らがあげられるが、やはり21ステージをトータルで通して見るとモンクティエと総合勢の争いが見られるか。

### その他
- 毎年のように世界選への調整レースとして使われるブエルタだが、今年はグランプリ・シクリスト・ド・ケベック、グランプリ・シクリスト・ド・モンレアルのワンデーレース2連戦がスケジュール内に組み込まれたことから、GP西フランス・プルエー→コンチネンタルツアー→グランプリ・シクリスト・ド・ケベック→グランプリ・シクリスト・ド・モンレアルというワンデー中心の調整も可能になり、リタイヤの数はそこそこ減るとは思われる。
- グランツール3連続完走を果たした新城幸也（Bbox ブイグテレコム）はセレクションこそ一度は選出されたものの、後からグランプリ・シクリスト・ド・ケベック、グランプリ・シクリスト・ド・モンレアルのワンデー2連戦の選択となりメンバー落ち。おなじく別府史之（チーム・レディオシャック）もセレクションには選出されたがこちらはチーム自体がブエルタに招待されず未出走。今年もプロトン内に日本人の姿は見られない。
- 最初はコース内に今年引退を発表したスペイン人名アシストホセ・ルイス・ルビエラのために「チマ・チュチュ」が用意されるという話が出たが、所属するチーム・レディオシャックが招待されなかった事もあり消滅した。

## レース展開
- 注目されていた初日の夜間チームTTはチーム・HTC - コロンビアが優勝。先頭でゴールラインを越えたマーク・カヴェンディッシュがマイヨ・ロホ着用第1号者に。第2ステージはそのカヴェンディッシュをゴール前で差し切ったヤウヘン・フタロヴィチュが金星を挙げた。

- 第3・第4ステージは連続上りゴール。第3ステージは圧倒的な加速を見せたフィリップ・ジルベールが圧勝し、マイヨ・ロホを奪取。第4ステージは勾配27%区間で渾身のアタックを決めたイゴル・アントンが制した。

- 第5ステージはロングスプリントを打ったカヴェンディッシュをタイラー・ファーラーが直前で差して優勝。第6ステージは最後の2級山岳で縮小された集団スプリントをトル・フースホフトが制した。第7ステージでは完璧なお膳立てを受けたアレサンドロ・ペタッキがブエルタ通算20勝目。

- 第8ステージからは休息日を挟んで山岳4連戦。第8ステージは最後の激坂で飛び出したダヴィ・モンクティエが3年連続のブエルタステージ優勝を達成。マイヨ・ロホは僅差の争いの末アントンへ移動。第9ステージはゴール手前の下りで飛び出したダビ・ロペスが逃げ切り勝ち。

- 休息日明け第10ステージは逃げ集団からの単騎飛び出しに成功したイマノル・エルビディが独走勝利。連日積極的な走りを見せていたホアキン・ロドリゲスが中間スプリントポイントのボーナスタイムを利してついにマイヨ・ロホを奪取。しかし、初の山頂ゴールとなる第11ステージでロドリゲスは失速、アントンが2勝目を挙げて1日でマイヨ・ロホを奪還した。

- 第12ステージはここまで好位置に付けるもなかなか勝てなかったマーク・カヴェンディッシュがようやく初勝利。カヴェンディッシュは勢いに乗って第13ステージも連勝。

- 第14ステージからは勝負の山頂ゴール3連戦。初戦の第14ステージでは残り6.5km地点でアントンが落車。アントンは右肘を骨折してしまい、マイヨ・ロホ着用のまま無念のリタイアとなった。ステージは最後に切れ味鋭い飛び出しを見せたロドリゲスが制し、マイヨ・ロホは僅差でヴィンチェンツォ・ニバリに移動。第15ステージは地元でのレースとなったカルロス・バレードが独走勝利。第16ステージはミケル・ニエベがアントンのリタイアに沈むチームを勇気づける勝利。ニバリがラスト1kmで失速してしまい、マイヨ・ロホはロドリゲスが奪取した。

- 休息日を挟んで今大会唯一の個人TTとなった第17ステージは風向きも味方につけたペーター・ヴェリトスがファビアン・カンチェラーラ等を破る大金星。ロドリゲスはヴェリトスから6分以上遅れ、マイヨ・ロホを失うどころか、表彰台圏内からも転落。ニバリはパンクのアクシデントを乗り越えてマイヨ・ロホに再び袖を通した。第18ステージはカヴェンディッシュが3勝目。第19ステージはまたも圧巻の上りスプリントを見せたジルベールが2勝目。

- 最後にして最大の勝負所となるボラ・デル・ムンドがゴールとなる第20ステージは、ラスト3kmでのエセキエル・モスケラとニバリの壮絶な一騎討ちの末、モスケラが優勝、ニバリも差を1秒にとどめてマイヨ・ロホを確定させた。

- 最終第21ステージはファーラーが2勝目を挙げて有終の美を飾った。

## レビュー
- ステージ優勝こそ挙げられなかったが、大会を通じて大崩れすること無く安定した走りを見せたヴィンチェンツォ・ニバリ（リクイガス・ドイモ）が自身初のグランツール総合優勝を成し遂げた。チームもジロの時のような圧倒的なチーム力は無かったが、今シーズン限りでチームを離れるロマン・クロイツィガーが献身的なアシストを見せ、自身も個人TTでのパンクというアクシデントを乗り越えての栄冠となった。リクイガス・ドイモは年間で2つのグランツールを制覇、イタリア人のブエルタ総合優勝は1990年のマルコ・ジョヴァンネッティ以来20年ぶりとなる。

- 3年連続で総合トップ5入りを果たしてきたエセキエル・モスケラ（シャコベオ・ガリシア）が自身初の表彰台&自己最高位となる総合2位に入った。モスケラは大会序盤は目立たなかったものの、大会中盤以降は積極的なアタックで何度も見せ場を作り、苦手としていた個人TTでも好走。ボラ・デル・ムンドがゴールとなる第20ステージではニバリとの死闘の末、自身初のステージ優勝を果たした。

- これまでグランツールでこれといった実績の無かったペーター・ヴェリトス（チーム・HTC - コロンビア）が総合3位と大健闘。山岳ステージで健闘を見せると、第17ステージの個人TTでは気象条件も味方に付けてファビアン・カンチェラーラを破ってステージ優勝という快挙を成し遂げた。スロバキア国籍の選手としては、史上初めてグランツールの表彰台となる。

- ツールに続いてチームのエースとして出場したホアキン・ロドリゲス（チーム・カチューシャ）は第14ステージを制し、2日間マイヨ・ロホを着用したが、第17ステージでの個人TTで大崩れしたのが響いて表彰台にあと一歩届かない総合4位、大会前は総合優勝有力候補の1人とされたフランク・シュレク（チーム・サクソバンク）は、ツールでの鎖骨骨折以来、レースをあまりこなしていなかった影響か大会序盤は精彩を欠き、第16ステージでは力強いアタックでステージ2位に入ったが、結局総合5位に終わった。チーム・サクソバンクとしても休息日にアンディ・シュレクとスチュアート・オグレディが不祥事でチームから追放される、ファビアン・カンチェラーラが最終日目前で途中棄権する等、シュレク兄弟が新チームに移籍する前の最後のグランツールは少々後味の悪いものとなった。その他ニコラス・ロッシュ（Ag2r・ラ・モンディアル）とルイス・レオン・サンチェス（ケス・デパーニュ）が自身初のグランツール総合トップ10入りとなるそれぞれ総合7位、総合10位、トム・ダニエルソン（ガーミン・トランジションズ）は自身3度目のブエルタ総合トップ10入り（総合9位）を果たした。

- カルロス・サストレ（サーヴェロ・テストチーム）は総合順位こそ8位だったが、2006年以来2度目となる年間グランツール全完走を達成（ジロ…総合8位、ツール…総合20位）。2010年においてはサストレが唯一の達成者となった。チームメイトのシャビエル・トンドが初のグランツール完走で総合6位に入っている。

- 一方、参加選手中唯一のブエルタ総合優勝経験者で、下馬評でも総合優勝最有力候補とされてきたデニス・メンショフ（ラボバンク）は、第8ステージで落車に巻き込まれて膝を負傷したことが原因か山岳ステージで走りに精彩を欠くなど、第17ステージの個人TTで2位に入った以外は全く見せ場無く総合41位に終わった。

- 第4ステージと第11ステージを制し、5日間に渡ってマイヨ・ロホを着用したイゴル・アントン（エウスカルテル・エウスカディ）は大会序盤～中盤にかけての主役となったが、第14ステージで落車した際に右肘を骨折。マイヨ・ロホ着用のままリタイアという結果に終わった。

- これまでジロとツールでステージ優勝を量産しながら、ポイント賞に縁の無かったマーク・カヴェンディッシュ（チーム・HTC - コロンビア）がブエルタ初参加となった今大会で悲願の初ポイント賞ジャージとなるマイヨ・プントスを獲得した。大会序盤は欠場のマーク・レンショーに代わって発射台役を担当するマシュー・ゴスとの連携がうまくいかず、なかなか勝利を挙げられなかったが、大会中盤以降はゴスとの連携が冴え渡り、第12、13、18ステージを制してステージ3勝。優勝できなかったステージでも大崩れせずステージ上位を積み重ねて（2位3回、3位1回）、タイラー・ファーラー（ガーミン・トランジションズ）との熾烈な争いを7ポイント差で制した。

- タイラー・ファーラーは初のグランツールポイント賞こそ成らなかったが、第5ステージとマドリードゴールとなる最終第21ステージを制してステージ2勝。後者ではカヴェンディッシュを力でねじ伏せるなど、カヴェンディッシュとスプリント勝負で互角に渡り合える存在であることを改めて示す形となった。この他にヤウヘン・フタロヴィチュ（FDJ）が第2ステージ、トル・フースホフト（サーヴェロ・テストチーム）が第6ステージ、アレサンドロ・ペタッキ（ランプレ・ファルネーゼ＝ヴィーニ）が第7ステージを制している。

- フィリップ・ジルベール（オメガファーマ・ロット）上りスプリント勝負となった第3ステージと第19ステージを制し、マイヨ・ロホを5日間着用。それ以外のステージでも積極果敢なアタックを何度も見せるなど、今大会の主役の一人となった。マイヨ・プントス争いでも5位に入っている。

- マイヨ・モンターニャはダヴィ・モンクティエ（コフィディス）が3連覇を達成。過去2年見せてきたような1ステージでの派手なポイント稼ぎは見られず、最終ポイントも過去2年の半分以下の51ポイントであったが、3年連続のステージ優勝も達成して快挙に華を添えている。

- マイヨ・コンビナダは目まぐるしく持ち主が変わったものの、第20ステージでのステージ2位でスプリントポイントと山岳ポイントを大幅に稼いだことが決定打となってニバリが獲得。これで総合優勝者の複合賞獲得は7年連続となる。

- チーム時間賞はチーム・カチューシャが獲得。山岳ステージでロドリゲスやウラディミール・カルペツ、ウラディミール・グセフ等が安定してステージ上位に入り、ケス・デパーニュとの接戦を33秒差で制している。

- 大会序盤から謎の体調不良が蔓延していたチームスカイはリタイア者が続出。さらに帯同していたマッサーが急死するという事態となり、大会から撤退するという結果となった。

- 成績面では特筆すべきものは無かったが、世界的な有名ウイスキーブランドと同名の選手がフットオン・セルベットから出場。連日のようにレース中継で映され、山岳ステージでは横断幕が掲げられるなど話題になった。

- 前述のチームスカイの大会撤退はあったものの、大会閉幕から世界選手権までの期間が例年より長めの2週間だったこともあって、出場198名中、完走は156名と昨年から大幅に完走者数が増加する結果となった。

## スタートリスト
8月27日現在
- ゼッケン（ナンバーカード）はチームのUCIコードのアルファベット順となっているが、今回優先的にゼッケン1番を着用できる前回大会個人総合優勝のアレハンドロ・バルベルデは前述の理由により欠場となっている。ゼッケン1番は41歳の大ベテランにしてブエルタ17年連続出場となるイニィーゴ・クエスタに与えられ、これに伴いサーヴェロ・テストチームがゼッケン一桁となる。

- 太字はUCIプロチーム、中字はUCIコンチネンタルプロチーム
- 完走順位以外の特記事項
  - DNF - 途中棄権 (did not finish)
  - DNS - （当該ステージ）不出走 (did not start)
  - DSQ - 失格 (disqualified)
  - HD - タイムオーバー

| サーヴェロ・テストチーム |                          |          |
| No.                      | 選手名                   | 最終順位 |
| 1                        | イニィーゴ・クエスタ     | 26       |
| 2                        | テオ・ボス               | 17・DNF  |
| 3                        | フィリップ・デニャン     | 11・DNF  |
| 4                        | シュテファン・デーニフル | 14・DNF  |
| 5                        | シャビエル・フロレンシオ | 104      |
| 6                        | オスカル・プホル         | 66       |
| 7                        | トル・フースホフト       | 17・DNS  |
| 8                        | カルロス・サストレ       | 8        |
| 9                        | シャビエル・トンド       | 6        |

| Ag2r・ラ・モンディアル |                            |          |
| No.                    | 選手名                     | 最終順位 |
| 11                     | ニコラス・ロッシュ         | 7        |
| 12                     | ホセ・ルイス・アリエタ     | 15・DNF  |
| 13                     | ギヨーム・ボナフォン       | 58       |
| 14                     | ユベール・デュポン         | 55       |
| 15                     | セバスティアン・イノー     | 117      |
| 16                     | ブレル・カドリ             | 82       |
| 17                     | リナルド・ノチェンティーニ | 53       |
| 18                     | クリストフ・リブロン       | 130      |
| 19                     | ルドヴィック・テュルパン   | 23       |

| アンダルシア・カハスル |                                      |          |
| No.                    | 選手名                               | 最終順位 |
| 21                     | ホセ・アンヘル・ゴメス・マルチャンテ | 80       |
| 22                     | ホルヘ・マルティン・モンテネグロ     | 150      |
| 23                     | セルヒオ・カラスコ                   | 93       |
| 24                     | フアン・ハビエル・エストラダ         | 92       |
| 25                     | ハビエル・モレノ                     | 52       |
| 26                     | マヌエル・オルテガ                   | 123      |
| 27                     | アントニオ・ピエドラ                 | 105      |
| 28                     | ハビエル・ラミレス                   | 91       |
| 29                     | ホセ・ビセンテ・トリビオ             | 129      |

| アスタナ |                                |          |
| No.      | 選手名                         | 最終順位 |
| 31       | セルゲイ・レネフ               | 99       |
| 32       | アサン・バザイェフ             | 83       |
| 33       | アラン・デイヴィス             | 76       |
| 34       | アレクサンドル・ディアチェンコ | 32       |
| 35       | ドミトリー・フォフォノフ       | 57       |
| 36       | エンリコ・ガスパロット         | 68       |
| 37       | ヴァレンティン・イグリンスキー | 153      |
| 38       | ホセプ・フフレ                 | 24       |
| 39       | アンドレイ・ザイツ             | 103      |

| Bbox ブイグテレコム |                          |          |
| No.                 | 選手名                   | 最終順位 |
| 41                  | ヨハン・チョップ         | 81       |
| 42                  | ウィイアン・ボネ         | 111      |
| 43                  | フレディ・ビショー       | 9・DNF   |
| 44                  | ヴァンサン・ジェローム   | 94       |
| 45                  | アレクサンドル・ピショー | 121      |
| 46                  | ペリ・クマヌール         | 100      |
| 47                  | ピエール・ロラン         | 9・DNF   |
| 48                  | マテュー・スプリック     | 54       |
| 49                  | ニコラ・ヴォゴンディ     | 19・DNS  |

| ケス・デパーニュ |                            |          |
| No.              | 選手名                     | 最終順位 |
| 51               | ダビ・アロヨ               | 25       |
| 52               | マルツィオ・ブルセギン     | 22       |
| 53               | イマノル・エルビティ       | 78       |
| 54               | ホセ・ビセンテ・ガルシア   | 115      |
| 55               | ダビ・ロペス               | 42       |
| 56               | ルイス・パサモンテス       | 47       |
| 57               | ルーベン・プラサ           | 16       |
| 58               | ルイス・レオン・サンチェス | 10       |
| 59               | リゴベルト・ウラン         | 33       |

| コフィディス |                          |          |
| No.          | 選手名                   | 最終順位 |
| 61           | サミュエル・デュムラン   | 124      |
| 62           | トニ・ガロパン           | 89       |
| 63           | ミカエル・ビュファズ     | 2・DNF   |
| 64           | アルノー・ラブ           | 154      |
| 65           | ダヴィ・モンクティエ     | 14       |
| 66           | レミ・ポリオル           | 73       |
| 67           | ニコ・サイメンス         | 96       |
| 68           | セバスティアン・ミナール | 102      |
| 69           | ロマン・ジングル         | 87       |

| エウスカルテル・エウスカディ |                            |          |
| No.                          | 選手名                     | 最終順位 |
| 71                           | イゴル・アントン           | 14・DNF  |
| 72                           | コルド・フェルナンデス     | 141      |
| 73                           | ベニャト・インチャウスティ | 15・DNF  |
| 74                           | エゴイ・マルティネス       | 14・DNF  |
| 75                           | ミケル・ニエベ             | 12       |
| 76                           | フアン・ホセ・オロス       | 56       |
| 77                           | アメツ・チュルカ           | 31       |
| 78                           | パブロ・ウルタスン         | 101      |
| 79                           | ゴルカ・ベルドゥゴ         | 84       |

| フットオン・セルベット |                            |          |
| No.                    | 選手名                     | 最終順位 |
| 81                     | ホセ・アルベルト・ベニテス | 75       |
| 82                     | マヌエル・カルドゾ         | 128      |
| 83                     | ジャンパオロ・ケウーラ     | 86       |
| 84                     | アルカイトス・ドゥラン     | 2・DNF   |
| 85                     | ダビ・グティエレス         | 113      |
| 86                     | エンリケ・マタ             | 122      |
| 87                     | マーティン・ペダーセン     | 131      |
| 88                     | ジョニー・ウォーカー       | 147      |
| 89                     | ダヴィ・ヴィトリア         | 12・DNF  |

| FDJ |                              |          |
| No. | 選手名                       | 最終順位 |
| 91  | クリストフ・ル・メヴェル     | 15       |
| 92  | レミ・ディ・グレゴリオ       | 21       |
| 93  | ピエール・カゾー             | 110      |
| 94  | セバスティアン・シャヴァネル | 139      |
| 95  | ミカエル・シェレル           | 62       |
| 96  | ヤウヘン・フタロヴィチュ     | 135      |
| 97  | ヒアンニ・メールスマン       | 98       |
| 98  | ヨアン・オフルド             | 10・DNF  |
| 99  | アルトゥル・ヴィショー       | 15・DNF  |

| ガーミン・トランジションズ |                                  |          |
| No.                        | 選手名                           | 最終順位 |
| 101                        | トム・ダニエルソン               | 9        |
| 102                        | ジュリアン・ディーン             | 13・DNS  |
| 103                        | タイラー・ファーラー             | 142      |
| 104                        | マイケル・クレーダー             | 152      |
| 105                        | デヴィッド・ミラー               | 109      |
| 106                        | トーマス・ピーターソン           | 27       |
| 107                        | クリスティアン・ヴァンデヴェルデ | 59       |
| 108                        | マット・ウィルソン               | 143      |
| 109                        | デヴィッド・ザブリスキー         | 18・DNS  |

| ランプレ＝ファルネーゼ・ヴィーニ |                            |          |
| No.                              | 選手名                     | 最終順位 |
| 111                              | アレッサンドロ・ペタッキ   | 9・DNF   |
| 112                              | グレガ・ボレ               | 97       |
| 113                              | ダニーロ・ホンド           | 108      |
| 114                              | アンドレイ・カシェチキン   | 18       |
| 115                              | アンジェロ・フルラン       | 136      |
| 116                              | マルコ・マルツァート       | 40       |
| 117                              | マヌエーレ・モーリ         | 90       |
| 118                              | ダニエーレ・ピエトロポッリ | 61       |
| 119                              | ダニエーレ・リーギ         | 112      |

| リクイガス・ドイモ |                          |          |
| No.                | 選手名                   | 最終順位 |
| 121                | ダニエーレ・ベンナーティ | 85       |
| 122                | マウロ・フィネット       | 79       |
| 123                | ジャコポ・グアルニエリ   | 149      |
| 124                | マツィエイ・パテルスキ   | 77       |
| 125                | ロマン・クロイツィガー   | 28       |
| 126                | ヴィンチェンツォ・ニバリ | 1        |
| 127                | オリヴァー・ツァウグ     | 51       |
| 128                | イヴァン・サンタロミタ   | 65       |
| 129                | フレデリック・ウィレムス | 88       |

| オメガファーマ・ロット |                                |          |
| No.                    | 選手名                         | 最終順位 |
| 131                    | ヤン・バケラントス             | 19       |
| 132                    | ユルヘン・ファン・ホーレン     | 34       |
| 133                    | ミカエル・ドラージュ           | 9・DNF   |
| 134                    | フィリップ・ジルベール         | 50       |
| 135                    | ライフ・ホスト                 | 118      |
| 136                    | オリヴィエ・カイセン           | 125      |
| 137                    | ジャン＝クリストフ・ペロー     | 39       |
| 138                    | フレフ・ファン・アヴェルマート | 49       |
| 139                    | イェル・ファネンデルト         | 15・DNF  |

| クイックステップ |                          |          |
| No.              | 選手名                   | 最終順位 |
| 141              | カルロス・バレード       | 43       |
| 142              | ダリオ・カタルド         | 71       |
| 143              | ケヴィン・デ・ウェールト | 64       |
| 144              | ニコラス・マース         | 132      |
| 145              | ダヴィデ・マラカルネ     | 126      |
| 146              | ブラニスラウ・サモイラウ | 8・DNF   |
| 147              | アンドレアス・スタウフ   | 145      |
| 148              | マッテオ・トザット       | 67       |
| 149              | ワウテル・ウェイラント   | 146      |

| ラボバンク |                                |          |
| No.        | 選手名                         | 最終順位 |
| 151        | マウリシオ・アルディラ         | 120      |
| 152        | オスカル・フレイレ             | 15・DNS  |
| 153        | フアン・マヌエル・ガラテ       | 46       |
| 154        | ドミトリ・コゾンチュク         | 134      |
| 155        | セバスティアン・ランヘヴェルト | 116      |
| 156        | グリシャ・ニールマン           | 72       |
| 157        | デニス・メンショフ             | 41       |
| 158        | ラウレンス・テン・ダム         | 16・DNF  |
| 159        | ニック・ニュイエンス           | 127      |

| チーム・スカイ |                              |          |
| No.            | 選手名                       | 最終順位 |
| 161            | トーマス・ルヴクヴィスト     | 8・DNS   |
| 162            | ジョン＝リー・オーガスティン | 3・DNF   |
| 163            | キェル・カルストルム         | 8・DNS   |
| 164            | フアン・アントニオ・フレチャ | 7・DNF   |
| 165            | サイモン・ジェラン           | 8・DNS   |
| 166            | ピーター・クナウフ           | 8・DNS   |
| 167            | ラース・ペター・ノードハウグ | 8・DNS   |
| 168            | イアン・スタンナード         | 8・DNS   |
| 169            | ベン・スウィフト             | 3・DNF   |

| チーム・HTC - コロンビア |                                |          |
| No.                      | 選手名                         | 最終順位 |
| 171                      | ラース・バク                   | 156      |
| 172                      | マーク・カヴェンディッシュ     | 144      |
| 173                      | ベルンハルト・アイゼル         | 4・DNF   |
| 174                      | マシュー・ゴス                 | 138      |
| 175                      | ヘイデン・ルールストン         | 13・DNF  |
| 176                      | カンスタンツィン・シウツォウ   | 38       |
| 177                      | ティジェイ・ヴァン・ガーデレン | 35       |
| 178                      | マルティン・ヴェリトス         | 106      |
| 179                      | ペーター・ヴェリトス           | 3        |

| チーム・カチューシャ |                            |          |
| No.                  | 選手名                     | 最終順位 |
| 181                  | ホアキン・ロドリゲス       | 4        |
| 182                  | ジャンパオロ・カルーゾ     | 36       |
| 183                  | デニス・ガリムジャノフ     | 14・DNS  |
| 184                  | ウラディミール・グセフ     | 17       |
| 185                  | ホアン・オラチ             | 74       |
| 186                  | ウラディミール・カルペツ   | 13       |
| 187                  | アレクサンドル・コロブネフ | 29       |
| 188                  | ミハイル・イグナティエフ   | 148      |
| 189                  | フィリッポ・ポッツァート   | 20・DNF  |

| チーム・ミルラム |                          |          |
| No.              | 選手名                   | 最終順位 |
| 191              | ローベルト・フェルスター | 137      |
| 192              | マルクス・フォーテン     | 11・DNS  |
| 193              | マルクス・アイヒラー     | 114      |
| 194              | ドミーニク・レルス       | 119      |
| 195              | ヨハネス・フレーリンガー | 37       |
| 196              | ビェルン・シュレーダー   | 107      |
| 197              | ロイ・センチェンス       | 12・DNS  |
| 198              | ニキ・テルプストラ       | 95       |
| 199              | パウル・フォス           | 70       |

| チーム・サクソバンク |                            |          |
| No.                  | 選手名                     | 最終順位 |
| 201                  | アンダース・ルンド         | 48       |
| 202                  | ファビアン・カンチェラーラ | 19・DNF  |
| 203                  | カスパー・クロスターガード | 140      |
| 204                  | フアン・ホセ・アエド       | 151      |
| 205                  | ドミーニク・クレメ         | 155      |
| 206                  | グスタフ・ラーション       | 20       |
| 207                  | スチュアート・オグレディ   | 10・DNS  |
| 208                  | アンディ・シュレク         | 10・DNS  |
| 209                  | フランク・シュレク         | 5        |

| シャコベオ・ガリシア |                              |          |
| No.                  | 選手名                       | 最終順位 |
| 211                  | エセキエル・モスケラ         | 2        |
| 212                  | グスタボ・セサル             | 45       |
| 213                  | デリオ・フェルナンデス       | 60       |
| 214                  | ダビ・ガルシア               | 11       |
| 215                  | マルコス・ガルシア           | 44       |
| 216                  | ウラディミール・イサイチェフ | 133      |
| 217                  | セラフィン・マルティネス     | 63       |
| 218                  | ゴンサロ・ラブニャル         | 30       |
| 219                  | グスタボ・ロドリゲス         | 69       |

## 日程
| 区間 | 月日   | スタート － ゴール                                             | 距離(km) | 特徴                  | 特徴     | 区間優勝者                 | 総合首位                   | ポイント賞首位                                     | 山岳賞首位               | 複合賞首位                                           | チーム賞首位             |
| ---- | ------ | -------------------------------------------------------------- | -------- | --------------------- | -------- | -------------------------- | -------------------------- | -------------------------------------------------- | ------------------------ | ---------------------------------------------------- | ------------------------ |
| 1    | 8/28   | セビリア                                                       | 13.0     | Team time trial       | チームTT | チーム・HTC - コロンビア   | マーク・カヴェンディッシュ | マーク・カヴェンディッシュ ( ペーター・ヴェリトス) | -                        | マーク・カヴェンディッシュ ( マルティン・ヴェリトス) | チーム・HTC - コロンビア |
| 2    | 8/29   | アルカラ・デ・グアダイラ － マルベーリャ                       | 173.7    |                       | 平坦     | ヤウヘン・フタロヴィチュ   | マーク・カヴェンディッシュ | ヤウヘン・フタロヴィチュ                           | ミカエル・ドラージュ     | ハビエル・ラミレス                                   | チーム・HTC - コロンビア |
| 3    | 8/30   | マルベーリャ － マラガ                                         | 157.3    |                       | 山岳     | フィリップ・ジルベール     | フィリップ・ジルベール     | フィリップ・ジルベール ( ヤウヘン・フタロヴィチュ) | セラフィン・マルティネス | セラフィン・マルティネス ( ハビエル・ラミレス)       | チーム・HTC - コロンビア |
| 4    | 8/31   | マラガ － ハエン                                               | 183.8    |                       | 平坦     | イゴル・アントン           | フィリップ・ジルベール     | イゴル・アントン                                   | セラフィン・マルティネス | ヴィンチェンツォ・ニバリ                             | ケス・デパーニュ         |
| 5    | 9/1    | グアディシュ － ロルカ                                         | 195.8    |                       | 平坦     | タイラー・ファーラー       | フィリップ・ジルベール     | イゴル・アントン                                   | セラフィン・マルティネス | ヴィンチェンツォ・ニバリ                             | ケス・デパーニュ         |
| 6    | 9/2    | カラバカ・デ・ラ・クルス － ムルシア                           | 148.6    |                       | 平坦     | トル・フースホフト         | フィリップ・ジルベール     | フィリップ・ジルベール ( イゴル・アントン)         | セラフィン・マルティネス | フィリップ・ジルベール ( ヴィンチェンツォ・ニバリ)   | ケス・デパーニュ         |
| 7    | 9/3    | ムルシア － オリウエラ                                         | 186.1    |                       | 平坦     | アレサンドロ・ペタッキ     | フィリップ・ジルベール     | マーク・カヴェンディッシュ                         | セラフィン・マルティネス | フィリップ・ジルベール ( ヴィンチェンツォ・ニバリ)   | ケス・デパーニュ         |
| 8    | 9/4    | ビリェナ － ショレ・デル・カディ                               | 190.0    |                       | 山岳     | ダヴィ・モンクティエ       | イゴル・アントン           | マーク・カヴェンディッシュ                         | セラフィン・マルティネス | ヴィンチェンツォ・ニバリ                             | ケス・デパーニュ         |
| 9    | 9/5    | カルペ － アルコイ                                             | 187.7    |                       | 山岳     | ダビ・ロペス               | イゴル・アントン           | マーク・カヴェンディッシュ                         | ダヴィ・モンクティエ     | ヴィンチェンツォ・ニバリ                             | ケス・デパーニュ         |
|      | 9/6    | 休息日                                                         | 休息日   | 休息日                | 休息日   | 休息日                     | 休息日                     | 休息日                                             | 休息日                   | 休息日                                               | 休息日                   |
| 10   | 9/7    | タラゴナ － ビラノバ・イ・ラ・ヘルトル                         | 175.7    |                       | 山岳     | イマノル・エルビティ       | ホアキン・ロドリゲス       | マーク・カヴェンディッシュ                         | ダヴィ・モンクティエ     | ダヴィ・モンクティエ ( フィリップ・ジルベール)       | ケス・デパーニュ         |
| 11   | 9/8    | ビラノバ・イ・ラ・ヘルトル － バルノリュ                       | 208.4    |                       | 山岳     | イゴル・アントン           | イゴル・アントン           | イゴル・アントン ( フィリップ・ジルベール)         | ダヴィ・モンクティエ     | イゴル・アントン ( シャビエル・トンド)               | ケス・デパーニュ         |
| 12   | 9/9    | バルノリュ － リェイダ                                         | 172.5    |                       | 平坦     | マーク・カヴェンディッシュ | イゴル・アントン           | マーク・カヴェンディッシュ                         | ダヴィ・モンクティエ     | イゴル・アントン ( シャビエル・トンド)               | ケス・デパーニュ         |
| 13   | 9/10   | リンコン・デ・ソト － ブルゴス                                 | 196.0    |                       | 平坦     | マーク・カヴェンディッシュ | イゴル・アントン           | マーク・カヴェンディッシュ                         | ダヴィ・モンクティエ     | イゴル・アントン ( シャビエル・トンド)               | ケス・デパーニュ         |
| 14   | 9/11   | ブルゴス － ペニャ・カバルガ                                   | 178.0    |                       | 山岳     | ホアキン・ロドリゲス       | ヴィンチェンツォ・ニバリ   | マーク・カヴェンディッシュ                         | ダヴィ・モンクティエ     | ホアキン・ロドリゲス                                 | ケス・デパーニュ         |
| 15   | 9/12   | ソラレス － ラゴス・デ・コバドンガ                             | 187.3    |                       | 山岳     | カルロス・バレード         | ヴィンチェンツォ・ニバリ   | マーク・カヴェンディッシュ                         | ダヴィ・モンクティエ     | ホアキン・ロドリゲス                                 | チーム・カチューシャ     |
| 16   | 9/13   | ヒホン － アルト・デ・コトベリョ                               | 181.4    |                       | 山岳     | ミケル・ニエベ             | ホアキン・ロドリゲス       | マーク・カヴェンディッシュ                         | ダヴィ・モンクティエ     | ホアキン・ロドリゲス ( エセキエル・モスケラ)         | チーム・カチューシャ     |
|      | 9/14   | 休息日                                                         | 休息日   | 休息日                | 休息日   | 休息日                     | 休息日                     | 休息日                                             | 休息日                   | 休息日                                               | 休息日                   |
| 17   | 9/15   | ペニャフィエル                                                 | 46.0     | Individual time trial | ITT      | ペーター・ヴェリトス       | ヴィンチェンツォ・ニバリ   | マーク・カヴェンディッシュ                         | ダヴィ・モンクティエ     | ホアキン・ロドリゲス                                 | チーム・カチューシャ     |
| 18   | 9/16   | バリャドリー － サラマンカ                                     | 148.9    |                       | 平坦     | マーク・カヴェンディッシュ | ヴィンチェンツォ・ニバリ   | マーク・カヴェンディッシュ                         | ダヴィ・モンクティエ     | ホアキン・ロドリゲス                                 | チーム・カチューシャ     |
| 19   | 9/17   | ピエドライタ － トレド                                         | 231.0    |                       | 平坦     | フィリップ・ジルベール     | ヴィンチェンツォ・ニバリ   | マーク・カヴェンディッシュ                         | ダヴィ・モンクティエ     | ホアキン・ロドリゲス                                 | チーム・カチューシャ     |
| 20   | 9/18   | サン・マルティン・デ・バルデイグレシアス － ボラ・デル・ムンド | 172.1    |                       | 山岳     | エセキエル・モスケラ       | ヴィンチェンツォ・ニバリ   | マーク・カヴェンディッシュ                         | ダヴィ・モンクティエ     | ヴィンチェンツォ・ニバリ ( エセキエル・モスケラ)     | チーム・カチューシャ     |
| 21   | 9/19   | サン・セバスティアン・デ・ロス・レイエス － マドリー           | 85.2     |                       | 平坦     | タイラー・ファーラー       | ヴィンチェンツォ・ニバリ   | マーク・カヴェンディッシュ                         | ダヴィ・モンクティエ     | ヴィンチェンツォ・ニバリ                             | チーム・カチューシャ     |
|      | 総距離 | 総距離                                                         | 3418.5km | 3418.5km              | 3418.5km | 3418.5km                   | 3418.5km                   |                                                    |                          |                                                      |                          |

## 最終成績

### 個人総合
| 順位 | 選手名                     | 国籍           | チーム                           | 時間           |
| ---- | -------------------------- | -------------- | -------------------------------- | -------------- |
| 1    | ヴィンチェンツォ・ニバリ   | イタリア       | リクイガス・ドイモ               | 87時間18分33秒 |
| 2    | エセキエル・モスケラ       | スペイン       | シャコベオ・ガリシア             | +41秒          |
| 3    | ペーター・ヴェリトス       | スロバキア     | チーム・HTC - コロンビア         | +3分02秒       |
| 4    | ホアキン・ロドリゲス       | スペイン       | チーム・カチューシャ             | +4分20秒       |
| 5    | フランク・シュレク         | ルクセンブルク | チーム・サクソバンク             | +4分43秒       |
| 6    | シャビエル・トンド         | スペイン       | サーヴェロ・テストチーム         | +4分52秒       |
| 7    | ニコラス・ロッシュ         | アイルランド   | Ag2r・ラ・モンディアル           | +5分03秒       |
| 8    | カルロス・サストレ         | スペイン       | サーヴェロ・テストチーム         | +6分06秒       |
| 9    | トム・ダニエルソン         | アメリカ合衆国 | ガーミン・トランジションズ       | +6分16秒       |
| 10   | ルイス・レオン・サンチェス | スペイン       | ケス・デパーニュ                 | +7分42秒       |
| 11   | ダビ・ガルシア             | スペイン       | シャコベオ・ガリシア             | +9分37秒       |
| 12   | ミケル・ニエベ             | スペイン       | エウスカルテル・エウスカディ     | +10分58秒      |
| 13   | ウラディミール・カルペツ   | ロシア         | チーム・カチューシャ             | +13分05秒      |
| 14   | ダヴィ・モンクティエ       | フランス       | コフィディス                     | +14分32秒      |
| 15   | クリストフ・ル・メヴェル   | フランス       | FDJ                              | +16分36秒      |
| 16   | ルーベン・プラサ           | スペイン       | ケス・デパーニュ                 | +16分40秒      |
| 17   | ウラディミール・グセフ     | ロシア         | チーム・カチューシャ             | +17分54秒      |
| 18   | アンドレイ・カシェチキン   | カザフスタン   | ランプレ＝ファルネーゼ・ヴィーニ | +21分14秒      |
| 19   | ヤン・バケラントス         | ベルギー       | オメガファーマ・ロット           | +24分36秒      |
| 20   | グスタヴ・ラルソン         | スウェーデン   | チーム・サクソバンク             | +25分15秒      |

### ポイント賞
| 順位 | 選手名                     | 国籍           | チーム                     | ポイント |
| ---- | -------------------------- | -------------- | -------------------------- | -------- |
| 1    | マーク・カヴェンディッシュ | イギリス       | チーム・HTC - コロンビア   | 156      |
| 2    | タイラー・ファーラー       | アメリカ合衆国 | ガーミン・トランジションズ | 149      |
| 3    | ヴィンチェンツォ・ニバリ   | イタリア       | リクイガス・ドイモ         | 119      |
| 4    | ホアキン・ロドリゲス       | スペイン       | チーム・カチューシャ       | 110      |
| 5    | フィリップ・ジルベール     | ベルギー       | オメガファーマ・ロット     | 104      |
| 6    | エセキエル・モスケラ       | スペイン       | シャコベオ・ガリシア       | 97       |
| 7    | ペーター・ヴェリトス       | スロバキア     | チーム・HTC - コロンビア   | 88       |
| 8    | ダヴィ・モンクティエ       | フランス       | コフィディス               | 72       |
| 9    | ニコラス・ロッシュ         | アイルランド   | Ag2r・ラ・モンディアル     | 63       |
| 10   | フランク・シュレク         | ルクセンブルク | チーム・サクソバンク       | 62       |

### 山岳賞
| 順位 | 選手名                     | 国籍           | チーム                       | ポイント |
| ---- | -------------------------- | -------------- | ---------------------------- | -------- |
| 1    | ダヴィ・モンクティエ       | フランス       | コフィディス                 | 51       |
| 2    | セラフィン・マルティネス   | スペイン       | シャコベオ・ガリシア         | 43       |
| 3    | エセキエル・モスケラ       | スペイン       | シャコベオ・ガリシア         | 36       |
| 4    | ホアキン・ロドリゲス       | スペイン       | チーム・カチューシャ         | 29       |
| 5    | ヴィンチェンツォ・ニバリ   | イタリア       | リクイガス・ドイモ           | 26       |
| 6    | ルイス・レオン・サンチェス | スペイン       | ケス・デパーニュ             | 25       |
| 7    | ゴンサロ・ラブニャル       | スペイン       | シャコベオ・ガリシア         | 25       |
| 8    | ミケル・ニエベ             | スペイン       | エウスカルテル・エウスカディ | 21       |
| 9    | ヨハン・チョップ           | スイス         | Bbox ブイグテレコム          | 18       |
| 10   | フランク・シュレク         | ルクセンブルク | チーム・サクソバンク         | 17       |

### コンビネーション賞
| 順位 | 選手名                     | 国籍           | チーム                       | ポイント |
| ---- | -------------------------- | -------------- | ---------------------------- | -------- |
| 1    | ヴィンチェンツォ・ニバリ   | イタリア       | リクイガス・ドイモ           | 9        |
| 2    | エセキエル・モスケラ       | スペイン       | シャコベオ・ガリシア         | 11       |
| 3    | ホアキン・ロドリゲス       | スペイン       | チーム・カチューシャ         | 12       |
| 4    | ダヴィ・モンクティエ       | フランス       | コフィディス                 | 23       |
| 5    | フランク・シュレク         | ルクセンブルク | チーム・サクソバンク         | 25       |
| 6    | シャビエル・トンド         | スペイン       | サーヴェロ・テストチーム     | 32       |
| 7    | ミケル・ニエベ             | スペイン       | エウスカルテル・エウスカディ | 43       |
| 8    | ルイス・レオン・サンチェス | スペイン       | ケス・デパーニュ             | 48       |
| 9    | ニコラス・ロッシュ         | アイルランド   | Ag2r・ラ・モンディアル       | 49       |
| 10   | クリストフ・ル・メヴェル   | フランス       | FDJ                          | 67       |

### チーム時間賞
| 順位 | チーム                   | 時間            |
| ---- | ------------------------ | --------------- |
| 1    | チーム・カチューシャ     | 261時間48分04秒 |
| 2    | ケス・デパーニュ         | +33秒           |
| 3    | シャコベオ・ガリシア     | +12分33秒       |
| 4    | サーヴェロ・テストチーム | +17分50秒       |
| 5    | Ag2r・ラ・モンディアル   | +35分42秒       |